# Oligocentria perangulata
Oligocentria perangulata är en fjärilsart som beskrevs av Edwards 1882. Oligocentria perangulata ingår i släktet Oligocentria och familjen tandspinnare. Inga underarter finns listade i Catalogue of Life.